# Бреннус (броненосец)
Броненосец «Бреннус» (фр. Brennus) — единичный броненосец ВМС Франции, построенный в 1889—1896 годах. Первый французский эскадренный броненосец, и первый броненосец, заложенный во Франции с 1883 года, назван в честь вождя галлов Бренна и имеющий три допустимые русские транскрипции: «Бренн», «Бреннус» и «Бренью». Стал основой для более поздних броненосцев.

## История
Под влиянием идей т. н. «молодой школы», господствовавших во французском кораблестроении в 1880-х годах, за период с 1883 по 1889 год французы не заложили ни одного броненосца. Особое внимание «молодая школа» уделяла минно-торпедным силам и рейдерской войне против коммерции противника.
К концу 1880-х, интерес к идеям «молодой школы» значительно ослабел. Практика морских манёвров показала, что радикальные идеи «Jeune École» работают только в полигонных условиях, в реальной же обстановке войны на море они как минимум малоприменимы. Военно-морские манёвры 1886 года наглядно продемонстрировали, что столь любимые «Jeune École» малые миноносцы при любом ухудшении погодных условий практически утрачивают боеспособность, в то время как крупные броненосные корабли сохраняли свои боевые качества. В 1887 году ушел в отставку самый влиятельный сторонник «молодой школы» — адмирал Теофиль Об.
Ранее, в 1884 году, Франция начала постройку двух броненосцев по усовершенствованному проекту «Марсо». Под влиянием адмирала Оба, постройка этих кораблей была прекращена, но подготовленные материалы и оборудование сохранены. В 1888 году, правительство Франции решило, используя готовые материалы от двух недостроенных кораблей, построить новый современный броненосец. Корабль, получивший название «Бреннус» был заложен на стапеле ВМС в Лорьяне в 1889 году.

## Конструкция
Построенный после длительного периода простоя во французском военном кораблестроении, «Бреннус» был во многом опытным кораблем. Он имел полное водоизмещение в 11 200 тонн (уже считавшееся не слишком большим на момент его закладки). Сравнительно низкобортный корпус имел характерный «завал» бортов в верхней части, стандартный для французских броненосцев.
Корабль двигался при помощи двух паровых машин тройного расширения, общей мощностью в 13 900 л. с. Машины получали пар от 32-х водотрубных паровых котлов системы Беллвиля. «Бреннус» стал первым крупным кораблем, оснащенным водотрубными котлами, что позволило ему развивать ход до 18 узлов. Кроме того, броненосец отличался ещё одной необычной для его времени чертой: он не имел явно выраженного тарана.
Из-за ошибок в проектировании и переделок проекта, броненосец был сильно перегружен. При полной загрузке, основной пояс полностью скрывался под водой. Чтобы решить проблему, инженеры были вынуждены ещё до вступления корабля в строй уменьшить высоту надстроек и заменить кормовую боевую мачту на легкую сигнальную.

### Вооружение
Вооружение главного калибра «Бреннуса» составляли три 340-миллиметровых 42-калиберных орудия образца 1887 года. Два орудия находились в носовой броневой башне, и одно — в кормовой. Эти длинноствольные орудия считались на тот момент одними из лучших в мире по своим возможностям.
Вспомогательное вооружение состояло из десяти 164-миллиметровых скорострельных орудий. Впервые в мировом кораблестроении, четыре орудия вспомогательного калибра были установлены в отдельных броневых башнях в центре корпуса, что гарантировало им хорошую защищенность и отличные углы обстрела. Остальные шесть орудий находились палубой ниже в бронированном каземате.
Корабль также нес 32 мелкокалиберные противоминные пушки и четыре надводных 450-миллиметровых торпедных аппарата.

### Бронирование

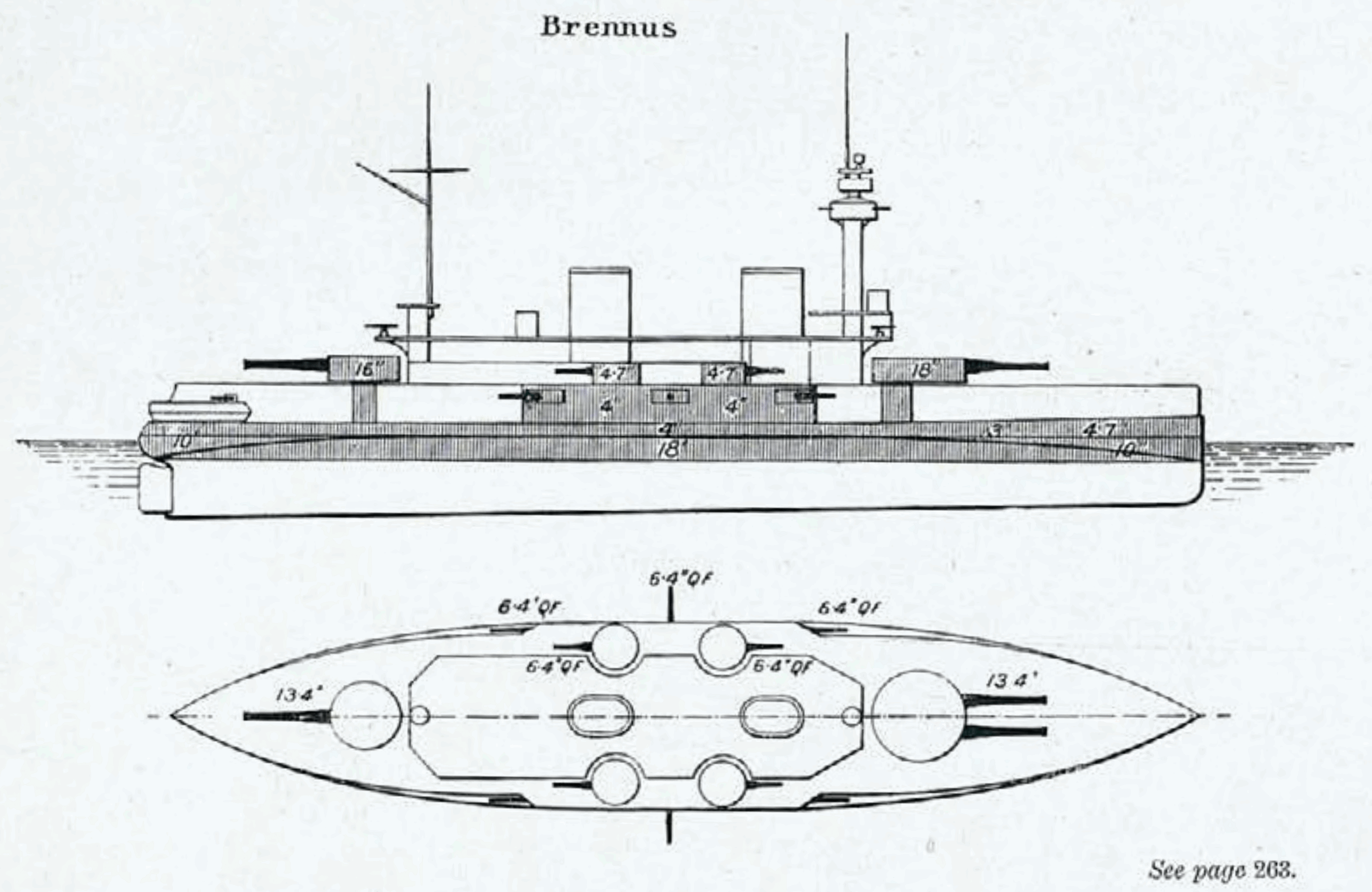
Схема бронирования «Бреннуса»

Бронирование корабля состояло как из стальных, так и из компаундовских плит. Вдоль всей ватерлинии проходил броневой пояс толщиной от 460 миллиметров в центре корпуса и до 305 миллиметров в оконечностях. Плиты пояса имели в профиль форму перевернутой трапеции, то есть сужались к нижней части.
Выше основного пояса располагался верхний броневой пояс, толщиной до 100 миллиметров. Верхний пояс тянулся на всю длину корабля, и предназначался для защиты от фугасных снарядов надводного борта, во избежание образования пробоин, которые могли бы захлестываться волнами.
Подводная часть корабля прикрывалась выпуклой карапасной палубой, опускавшейся ниже ватерлинии в оконечностях.
Артиллерия главного калибра размещалась в броневых башнях, защищенных 460-миллиметровой стальной броней. Башни стояли на верхней палубе, от них вниз шли броневые колодцы элеваторов для подачи снарядов.
В центре корпуса располагался защищенный 100-миллиметровыми броневыми плитами каземат вспомогательной артиллерии на котором сверху стояли четыре башни орудий вспомогательного калибра.

## Оценка проекта
Для французского кораблестроения, «Бреннус» был значительным шагом вперед. Этот корабль был вполне сопоставим по большинству характеристик с современными британскими броненосцами, хотя затянувшаяся постройка и строительная перегрузка привели к его быстрому устареванию.
Вооружение «Бреннуса» было мощным и эффективным: французы придавали большое значение как длинноствольным орудиям главного калибра (обладавшим большей пробивной силой чем даже бо́льшие калибром британские аналоги), так и защите вспомогательной артиллерии. На «Бреннусе» впервые в мировом кораблестроении часть артиллерии вспомогательного калибра разместили в вращающихся башнях, имевших широкие углы обстрела.
Броненосец также был очень хорошо защищен, имея прочное и рационально расположенное бронирование (хотя из-за строительной перегрузки, главный пояс броненосца почти скрывался под водой)
В целом, «Бреннус» был несомненной удачей французского кораблестроения, хотя последующие броненосцы развивали иную схему расположения артиллерии.